# Lluís Martínez Sistach
Lluís Maria Martínez Sistach (Barcelona, 29 de abril de 1937) es un jurista (juez eclesiástico) y cardenal español. Arzobispo emérito de Barcelona y cardenal presbítero de San Sebastián de las Catacumbas.

## Biografía

### Sacerdote
Estudió bachillerato en los Maristas y posteriormente ingresó en el seminario mayor de su ciudad. Estudió de 1956 a 1959 la carrera de maestro en la Escuela Normal. 
Fue ordenado sacerdote en Cornellá de Llobregat el 17 de septiembre de 1961 por el aquel entonces arzobispo de Barcelona Gregorio Modrego Casaus. Estudió seguidamente en la Pontificia Università Lateranense de Roma, en la que se doctoró en 1967 en derecho civil y canónico mediante la tesis El derecho de asociación en la Iglesia.
Entre 1963 y 1967 fue coadjutor de la parroquia de San Pedro de Gavá. Desde ese último año y hasta 1973 fue notario del tribunal eclesiástico de Barcelona, pasando después a ejercer como juez en el mismo tribunal. 
Desarrolló su actividad pastoral en las parroquias de Nuestra Señora de Montserrat y de Santa Isabel de Aragón de la ciudad condal. 
De 1971 a 1977 actuó de subsecretario de la Conferencia Episcopal Tarraconense. 
Entre 1978 y 1987 fue vicario episcopal y después vicario general de la archidiócesis de Barcelona. 
Desde 1975 fue profesor de Derecho Canónico de la Facultad de Teología de Cataluña, y en 1987 fue elegido presidente de la Asociación Española de Canonistas.

## Episcopado

### Obispo auxiliar de Barcelona
El 6 de noviembre de 1987 fue nombrado por el papa Juan Pablo II obispo titular de Aliezira y auxiliar de Barcelona, y recibió la ordenación episcopal el 27 de diciembre de ese mismo año en la Catedral de Barcelona. 

### Obispo de Tortosa
El 17 de mayo de 1991 fue trasladado a la Diócesis de Tortosa para regir su gobierno pastoral, y tomó posesión el 7 de julio.

### Arzobispo de Tarragona
El 20 de febrero de 1997 fue promovido a la sede metropolitana de Tarragona, tomando posesión el 13 de abril. Con este cargo fue presidente de la Conferencia Episcopal Tarraconense. 

### Arzobispo de Barcelona
El 15 de junio de 2004 fue nombrado arzobispo metropolitano de Barcelona en sustitución del cardenal Ricard Maria Carles, a la vez que se elevaba esta archidiócesis a provincia eclesial. 
En la Conferencia Episcopal Española fue nombrado el 8 de marzo de 2005 miembro del Comité Ejecutivo y de la Comisión Permanente. 
Presidió entre 1990 y 2002 la Junta Episcopal de Asuntos Jurídicos. 
Desde el año 1971 hasta 1977 fue vicesecretario de la Conferencia Episcopal Tarraconense y en el año 1977 secretario de la misma. En la Conferencia Episcopal Tarraconense fue el encargado de la pastoral de juventud y de la pastoral de la salud y de las relaciones con las órdenes y congregaciones religiosas.

### Renuncia
El 6 de noviembre de 2015 se anunció su relevo por jubilación en el arzobispado de Barcelona, cargo en el que fue sustituido por el hasta entonces obispo de Calahorra y La Calzada-Logroño, Juan José Omella. El traspaso se hizo efectivo el 26 de diciembre.

### Cardenalato
El 24 de noviembre de 2007 el papa Benedicto XVI lo nombró cardenal asignándole el título de San Sebastiano alle Catacombe. 
En junio de 2008 fue nombrado miembro del Tribunal Supremo de la Signatura Apostólica y del Consejo Pontificio para el Laicado. 
En junio de 2010 es nombrado miembro de la Prefectura para los Asuntos Económicos de la Santa Sede. 
El 1 de marzo de 2011 es elegido por la XCVII Asamblea Plenaria de la Conferencia Episcopal Española presidente de la Comisión Episcopal de Liturgia, continuando en la Comisión Permanente y en el Consejo de la Presidencia.
El 18 de septiembre de 2012 fue nombrado por Benedicto XVI padre sinodal de la XIII Asamblea General Ordinaria del Sínodo de los Obispos (Vaticano, 7-28 de octubre de 2012).
El 9 de abril de 2013 el cardenal Sistach recibió la Medalla de Oro de la Generalidad de Cataluña de manos de su presidente, Artur Mas.
El 7 de marzo de 2016, como cardenal emérito, recibió el Premio Inmaculada otorgado por el Consejo General de Hermandades y Cofradías de Barcelona, en el Salón de Crónicas del Ayuntamiento de Barcelona
En la Curia Romana ha sido miembro de:
- Pontificio Consejo para los Laicos
- Pontificio Consejo para la Interpretación de textos legislativos de la Iglesia
- Tribunal Supremo de la Signatura Apostólica (confirmación como miembro el 1 de octubre de 2017 ad biennium y el 27 de enero de 2020 ad biennium)
- Prefectura para los Asuntos Económicos de la Santa Sede

## Sucesión
| Predecesor: Altivo Pacheco Ribeiro                        | Obispo Titular de Aliezira 6 de noviembre de 1987 - 17 de mayo de 1991                                                                                    | Sucesor: Altivo Pacheco Ribeiro  |
| Predecesor: Ricardo Maria Carles i Gordó                  | Obispo de Tortosa 17 de mayo de 1991 - 20 de febrero de 1997                                                                                              | Sucesor: Javier Salinas Viñals   |
| Predecesor: Ramon Torrella i Cascante                     | Arzobispo de Tarragona 20 de febrero de 1997 - 15 de junio de 2004                                                                                        | Sucesor: Jaume Pujol Balcells    |
| Predecesor: Ricardo María, Cardenal Carles i Gordó        | Arzobispo de Barcelona 15 de junio de 2004 - 06 de noviembre de 2015                                                                                      | Sucesor: Juan José Omella Omella |
| Predecesor: Ricardo María, Cardenal Carles i Gordó        | Gran prior de la Lugartenencia de España Oriental de la Orden de Caballería del Santo Sepulcro de Jerusalén 15 de junio de 2004 - 06 de noviembre de 2015 | Sucesor: Juan José Omella Omella |
| Predecesor: Johannes Gerardus Maria, Cardenal Willebrands | Cardenal Presbítero de San Sebastián de las Catacumbas 27 de noviembre de 2007 - presente                                                                 | Sucesor: En el cargo             |
| Predecesor: ninguno                                       | Presidente de la Fundación Antoni Gaudí para las Grandes Ciudades 2015 - presente                                                                         | Sucesor: En el cargo             |

## Obras
- L. MARTÍNEZ SISTACH (1986). Asociaciones públicas y privadas de laicos. Editorial Ius Canonicum 26
- L. MARTÍNEZ SISTACH (2000). Las asociaciones de fieles. Editorial Col-lectánia Sant Paciá, Barcelona 4ª Ed, 2000
- L. MARTÍNEZ SISTACH (2012). La Sagrada Familia, un diálogo entre fe y cultura. Prefacio del Card. Tarcisio Bertone, prólogo del Card. Gianfranco Ravasi y epílogo del arzobispo Rino Fisichella.